# Talen Horton-Tucker

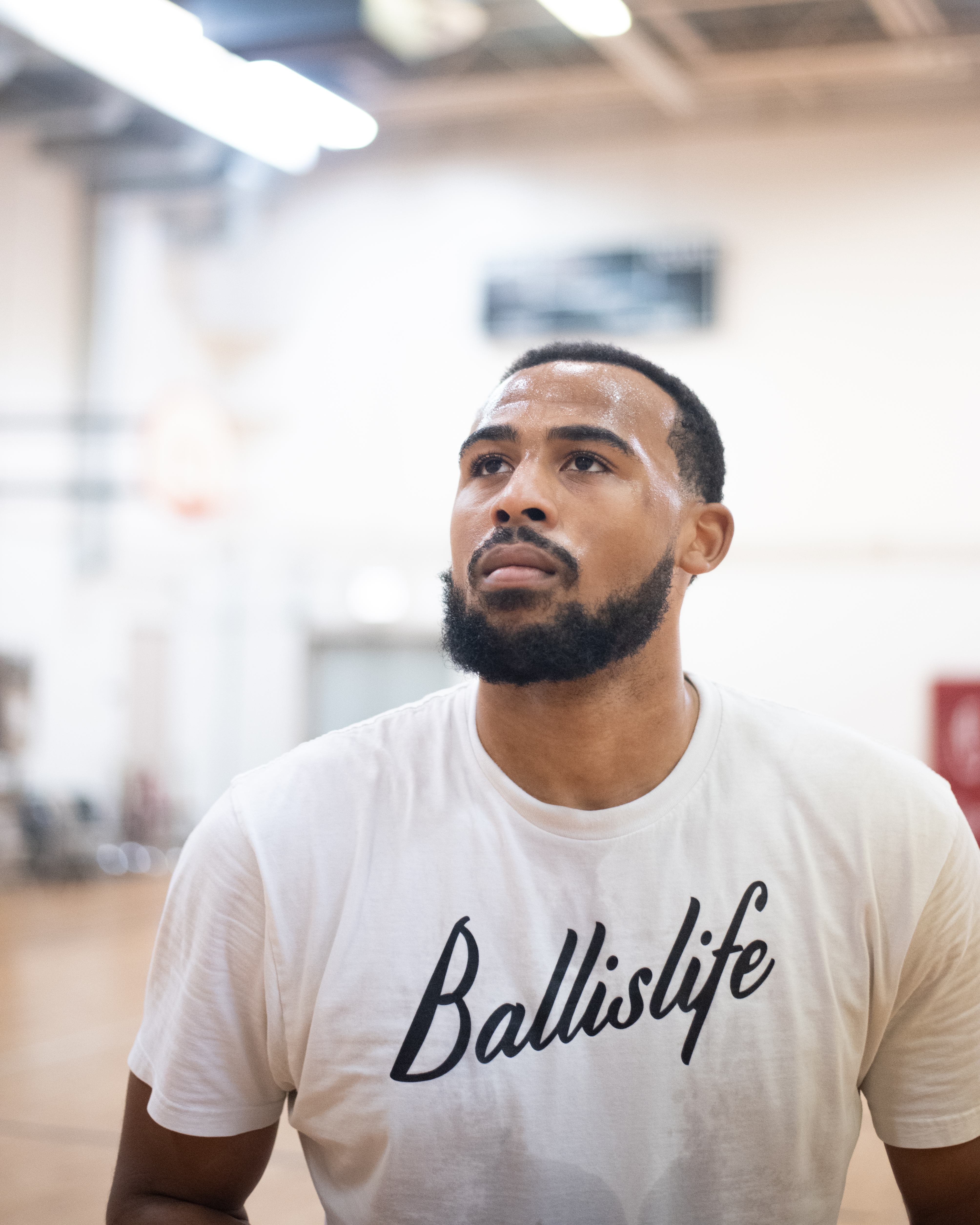
Talen Horton-Tucker, 2020.

Talen Jalee Horton-Tucker, född 25 november 2000 i Chicago i Illinois, är en amerikansk professionell basketspelare (SG) som spelar för Chicago Bulls i National Basketball Association (NBA). Han har tidigare spelat för Los Angeles Lakers och Utah Jazz.
Horton-Tucker var med och vinna NBA-mästerskapet, tillsammans med Los Angeles Lakers, för säsongen 2019–2020.
Han draftades av Orlando Magic i andra rundan i 2019 års draft som 46:e spelare totalt.
Innan Horton-Tucker blev proffs studerade han vid Iowa State University och spelade för deras idrottsförening Iowa State Cyclones.